# Zapasy na Letnich Igrzyskach Olimpijskich 1912 – waga piórkowa w stylu klasycznym mężczyzn
Turniej zapaśniczy mężczyzn w wadze piórkowej w stylu klasycznym był jedną z pięciu konkurencji zapaśniczych rozegranych na V Letnich Igrzyskach Olimpijskich w Sztokholmie w 1912 roku. Turniej rozpoczął się 6, a skończył 15 lipca. Złoto zdobył reprezentant Wielkiego Księstwa Finlandii Kaarlo Koskelo.
Turniej został rozegrany zgodnie z zasadą „podwójnej eliminacji” – zawodnik po przegranej walce nie odpadał z turnieju. Miało to miejsce dopiero po drugiej porażce. Gdy w turnieju pozostało jedynie trzech zawodników, rozegrano rundę finałową, gdzie walczył każdy z każdym, co pozwoliło ustalić kolejność na podium.

## Rezultaty

### Runda pierwsza
| Przegrane | Zwycięzca            | Przegrany           | Przegrane |
| --------- | -------------------- | ------------------- | --------- |
| 0         | Ville Lehmusvirta    | Percy Cockings      | 1         |
| 0         | Kalle Leivonen       | Mariano Ciai        | 1         |
| 0         | Mikael Hestdahl      | Bruno Åkesson       | 1         |
| 0         | Erik Öberg           | Alf Taylor          | 1         |
| 0         | Christian Arnesen    | Josef Beránek       | 1         |
| 0         | Pawieł Pawłowicz     | Karl Karlsson       | 1         |
| 0         | Otto Lasanen         | Arvid Beckman       | 1         |
| 0         | Ragnvald Gullaksen   | Ewald Persson       | 1         |
| 0         | Arvo Kangas          | Aleksandr Akondinow | 1         |
| 0         | Harry Larsson        | Konrad Stein        | 1         |
| 0         | József Pongrácz      | William Lyshon      | 1         |
| 0         | Hugo Johansson       | Georg Andersen      | 1         |
| 0         | Georg Gerstäcker     | András Szoszky      | 1         |
| 0         | Verner Hetmar        | Risto Mustonen      | 1         |
| 0         | Lauri Haapanen       | António Pereira     | 1         |
| 0         | George MacKenzie     | Aleksanders Meesits | 1         |
| 0         | Carl-Georg Andersson | Carl Hansen         | 1         |
| 0         | Kaarlo Koskelo       | Hans Rauss          | 1         |
| 0         | Friedrich Schärer    | George Retzer       | 1         |

### Runda druga
38 zapaśników rozpoczęło tę rundę. W 19 walkach, 13 zawodników poniosła drugą porażkę i odpadła z turnieju. 6 zawodników poniosło swoją pierwszą porażkę. 13 zapaśników pozostało niepokonanych, 6 kontynuowało rywalizację z jedną porażką poniesioną w pierwszej rundzie.
| Przegrane | Zwycięzca           | Przegrany            | Przegrane |
| --------- | ------------------- | -------------------- | --------- |
| 0         | Ville Lehmusvirta   | Mariano Ciai         | 2         |
| 0         | Kalle Leivonen      | Percy Cockings       | 2         |
| 1         | Bruno Åkesson       | Alf Taylor           | 2         |
| 0         | Erik Öberg          | Mikael Hestdahl      | 1         |
| 1         | Josef Beránek       | Karl Karlsson        | 2         |
| 0         | Pawieł Pawłowicz    | Christian Arnesen    | 1         |
| 1         | Arvid Beckman       | Ragnvald Gullaksen   | 1         |
| 0         | Otto Lasanen        | Ewald Persson        | 2         |
| 0         | Harry Larsson       | Arvo Kangas          | 1         |
| 1         | Aleksandr Akondinow | Konrad Stein         | 2         |
| 0         | József Pongrácz     | Georg Andersen       | 2         |
| 0         | Hugo Johansson      | William Lyshon       | 2         |
| 0         | Georg Gerstäcker    | Risto Mustonen       | 2         |
| 0         | Lauri Haapanen      | András Szoszky       | 2         |
| 0         | Verner Hetmar       | Aleksanders Meesits  | 2         |
| 1         | António Pereira     | George MacKenzie     | 1         |
| 0         | Kaarlo Koskelo      | Carl Hansen          | 2         |
| 0         | Friedrich Schärer   | Carl-Georg Andersson | 1         |
| 1         | Hans Rauss          | George Retzer        | 2         |

### Trzecia runda
13 zapaśników rozpoczęło tę rundę bez porażki, 12 - z jedną porażką.
5 zapaśników poniosło drugą porażkę i odpadło z turnieju. Bruno Åkesson oraz George MacKenzie (obaj z jedną porażką na koncie) nie pojawili się na arenie, co podniosło liczbę wyeliminowanych zawodników do 7. 7 zawodników pozostało niepokonanych, 5 kontynuowała walkę z jedną porażką poniesioną we wcześniejszych rundach, a 6 poniosło swoją pierwszą przegraną.
| Przegrane | Zwycięzca            | Przegrany           | Przegrane |
| --------- | -------------------- | ------------------- | --------- |
| 0         | Ville Lehmusvirta    | Mikael Hestdahl     | 2         |
| 0         | Kalle Leivonen       | Erik Öberg          | 1         |
| 1         | Josef Beránek        | Pawieł Pawłowicz    | 1         |
| 1         | Arvid Beckman        | Christian Arnesen   | 2         |
| 0         | Otto Lasanen         | Ragnvald Gullaksen  | 2         |
| 1         | Arvo Kangas          | József Pongrácz     | 1         |
| 0         | Harry Larsson        | Aleksandr Akondinow | 2         |
| 0         | Georg Gerstäcker     | Hugo Johansson      | 1         |
| 0         | Lauri Haapanen       | Verner Hetmar       | 1         |
| 1         | Carl-Georg Andersson | António Pereira     | 2         |
| 0         | Kaarlo Koskelo       | Friedrich Schärer   | 1         |
| 1         | Hans Rauss           | wolny los           | —         |

### Czwarta runda
7 zapaśników rozpoczęło tę rundę bez porażki, 11 - z jedną porażką.
W dziewięciu meczach, pięciu zawodników pozostało bez porażki, czterech wygrało mając jedną porażkę poniesioną we wcześniejszych rundach, dwóch poniosło pierwszą przegraną, a siedmiu została wyeliminowanych.
| Przegrane | Zwycięzca         | Przegrany            | Przegrane |
| --------- | ----------------- | -------------------- | --------- |
| 0         | Ville Lehmusvirta | Hans Rauss           | 2         |
| 0         | Kalle Leivonen    | Josef Beránek        | 2         |
| 1         | Erik Öberg        | Pawieł Pawłowicz     | 2         |
| 1         | Arvo Kangas       | Arvid Beckman        | 2         |
| 0         | Otto Lasanen      | Harry Larsson        | 1         |
| 1         | Hugo Johansson    | József Pongrácz      | 2         |
| 0         | Georg Gerstäcker  | Lauri Haapanen       | 1         |
| 1         | Verner Hetmar     | Friedrich Schärer    | 2         |
| 0         | Kaarlo Koskelo    | Carl-Georg Andersson | 2         |

### Piąta runda
Pięciu zawodników rozpoczęło tę rundę bez porażki, sześciu - z jedną przegraną.
Jedynie Koskelo i Leivonen pozostali bez porażki. Trzech zapaśników poniosło pierwszą porażkę, trzech przeszło dalej z jedną porażką poniesioną we wcześniejszych rundach. Dwóch zawodników odpadło z turnieju po drugiej przegranej.
| Przegrane | Zwycięzca      | Przegrany         | Przegrane |
| --------- | -------------- | ----------------- | --------- |
| 1         | Erik Öberg     | Ville Lehmusvirta | 1         |
| 0         | Kalle Leivonen | Harry Larsson     | 2         |
| 2         | Hugo Johansson | Otto Lasanen      | 1         |
| 1         | Arvo Kangas    | Georg Gerstäcker  | 1         |
| 0         | Kaarlo Koskelo | Verner Hetmar     | 2         |
| 1         | Lauri Haapanen | wolny los         | —         |

### Szósta runda
Dwóch zapaśników rozpoczęło tę rundę bez porażki, sześciu - z jedną porażką na koncie.
Jedynie Koskelo przeszedł do siódmej rundy bez porażki. Trzech zawodników przeszło dalej z jedną porażką poniesioną we wcześniejszych rundach, jeden zawodnik poniósł pierwszą porażkę, a trzech zostało wyeliminowanych.
| Przegrane | Zwycięzca        | Przegrany         | Przegrane |
| --------- | ---------------- | ----------------- | --------- |
| 1         | Erik Öberg       | Lauri Haapanen    | 2         |
| 1         | Georg Gerstäcker | Ville Lehmusvirta | 2         |
| 1         | Otto Lasanen     | Kalle Leivonen    | 1         |
| 0         | Kaarlo Koskelo   | Arvo Kangas       | 2         |

### Siódma runda
Jeden zawodnik rozpoczął tę rundę bez porażki, czterech - z jedną porażką na koncie.
Leivonen poniósł drugą przegraną, podobnie jak Öberg. Lasanen i Gerstacker awansowali do rundy finałowej. Koskelo awansował do rundy finałowej dzięki wolnemu losowi.
| Przegrane | Zwycięzca        | Przegrany      | Przegrane |
| --------- | ---------------- | -------------- | --------- |
| 1         | Georg Gerstäcker | Kalle Leivonen | 2         |
| 1         | Otto Lasanen     | Erik Öberg     | 2         |
| 0         | Kaarlo Koskelo   | wolny los      | —         |

### Runda finałowa
| Walka |     | Zwycięzca        | Przegrany        |     |
| ----- | --- | ---------------- | ---------------- | --- |
| A     | → C | Georg Gerstäcker | Otto Lasanen     | → B |
| B     | → C | Kaarlo Koskelo   | Otto Lasanen     |     |
| C     |     | Kaarlo Koskelo   | Georg Gerstäcker |     |